# Chicken 65
Il Chicken 65 è un piatto piccante a base di carne di pollo fritto per immersione, molto popolare nell'India meridionale, dove viene consumato come antipasto. Il particolare sapore del piatto è dovuto all'utilizzo di spezie come lo zenzero, pepe di Caienna, polvere di senape e aceto.

## Etimologia
Nonostante il nome "Chicken 65" sia universalmente riconosciuto come il nome ufficiale del piatto, esistono più versioni per l'origine del nome:
- Il 65 rappresenta l'anno in cui il piatto venne introdotto nel menù del famoso ristorante indiano "Buhari Hotel". In tale menu sono infatti presenti anche altre varianti introdotte in anni successivi, come il Chicken 78, Chicken 82, o Chicken 90.[2][3]

- Il numero 65 rappresenta il numero di giorni per cui la carne deve stare a marinare per la preparazione, o anche per l'anno di creazione del piatto. Tuttavia, la prima interpretazione sembrerebbe sbagliata, in quanto dopo 65 giorni di marinatura la carne sarebbe in avanzato stato di decomposizione. Altre versioni vogliono invece che il numero venga da una lista di 65 ricette indiane a base di peperoncini, e che tale piatto fosse proprio il sessantacinquesimo.[4]

- Il numero 65 indicherebbe i giorni di vita del pollo prima della macellazione, quindi circa due mesi di vita. Tuttavia, gli scettici, argomentano che generalmente la carne migliore si ottiene macellando il volatile dopo 25-30 giorni di vita, e che a 65 giorni l'animale è già troppo vecchio e grasso.

- Il numero 65 indica il numero di pezzi in cui l'animale viene sezionato per la preparazione, ovvero indica che da un solo pollo si possono preparare 65 porzioni. Tuttavia anche questa origine risulta essere abbastanza controversa, poiché un pollo tagliato in 65 parti assomiglierebbe più ad un macinato di carne di pollo piuttosto che al Chicken 65.